# Kecskemét–Szolnok-vasútvonal
A MÁV 145. számú Kecskemét–Szolnok-vasútvonala normál nyomtávolságú, egyvágányú, nem villamosított, 65 km hosszú vasúti mellékvonal az Alföldön, Jász-Nagykun-Szolnok és Bács-Kiskun vármegye területén.

## Útvonala
A vasútvonal kezdőpontja Szolnokon van, az állomás kezdőpont (Budapest) felőli végén ágazik ki a 100-as, illetve a 120-as vasútvonalakból. A kiágazás után déli irányba halad a vonal a Tisza jobb partján, attól körülbelül 5 kilométeres távolságra. Tiszajenő–Vezseny után délnyugati irányban halad tovább, továbbra is a Tisza vonalát követve. Tiszakécske állomást, majd Kerekdomb megállóhelyet érintve éri el Lakiteleket. Utána egy rövid szakaszon párhuzamosan halad a 146-os számú Kiskunfélegyháza–Kunszentmárton-vasútvonallal. Majd nyugati irányba fordul és úgy vezet Kecskemétig. Kecskemét vasútállomás kezdőpont felőli végén találkozik a 140-es számú Cegléd–Szeged-vasútvonallal.
A vonal menetrendje a Kiskunfélegyháza–Kunszentmárton-vasútvonallal közös: A vonatok Kiskunfélegyháza–Lakitelek–Kunszentmárton(–Szentes) illetve Szolnok–Lakitelek–Kecskemét útirányokon közlekednek utóbbiak 2014-től S220-as viszonylatszámmal. Lakitelek átszálló állomásra egyszerre futnak be négy irányból.

## Története
A vasútvonal Lakitelek és Kecskemét közti szakaszát egy Kecskemét–Tiszaug vonal részeként 1896. október 3-án adták át a forgalomnak. A vonal Szolnok és Lakitelek közti szakaszát (az akkori Szolnok–Kiskunfélegyháza helyi érdekű vasútvonal részeként)  1897. december 9-én adta át a Szolnok–Kiskunfélegyházi HÉV. Tervezőmérnöke Környei Izidor volt.

## Pálya
A vasútvonal eredetileg a helyiérdekű vasúti szabványnak megfelelően "i" sínekből épült (23,6 kg/m). Ezeket az 1970-es és 80-as években "c" (34,5 kg/m) illetve 48-as rendszerű sínekre cserélték. A jelenlegi állapotok:
- Szolnok-Piroska: 48 kg/m (az 1930-as években cserélték "i"-ről "c"-re, majd 1970-es években 48-asra)
- Piroska-Tószeg: 48 kg/m (1980-as évek elején cserélték, addig "i" rendszerű volt)
- Tószeg-Tiszavárkony: 34,5 kg/m "c" (1977-ben cserélték "i"-ről) (folyamatban van cseréje 48 kg-os, LM vasbetonaljas hézagnélküli pályára)
- Tiszavárkony-Tiszakécske: 48 kg/m, zúzottkő ágyazat (az 1980-as évek közepén cserélték "i"-ről)
- Tiszakécske-Lakitelek: 34,5 kg/m "c" (1979-ben cserélték "i"-ről)

Az 1961-1962-ben felújított Kecskemét-Lakitelek szakaszba a felújítás során lágyvasbetétes-fatiplis U jelű betonaljakat építettek be. Ezek az aljak mára elöregedtek, megrepedtek, a cseréjük és újratiplizésük (időtálló műanyag tiplivel) folyamatos. A sínek nagyrészt c rendszerűek (34,5 kg/m) 48 kg-os sínek Kecskemét állomástól a 44-es főút felüljárójáig (47-es szelvényig) találhatók. Ezen a szakaszon 60 km/h az engedélyezett sebesség, tovább Nyárlőrinc első kitérőjéig (131-es szelvény) 50 km/h motorvonatoknak, 30 km/h mozdonyos vonatoknak.

## Galéria

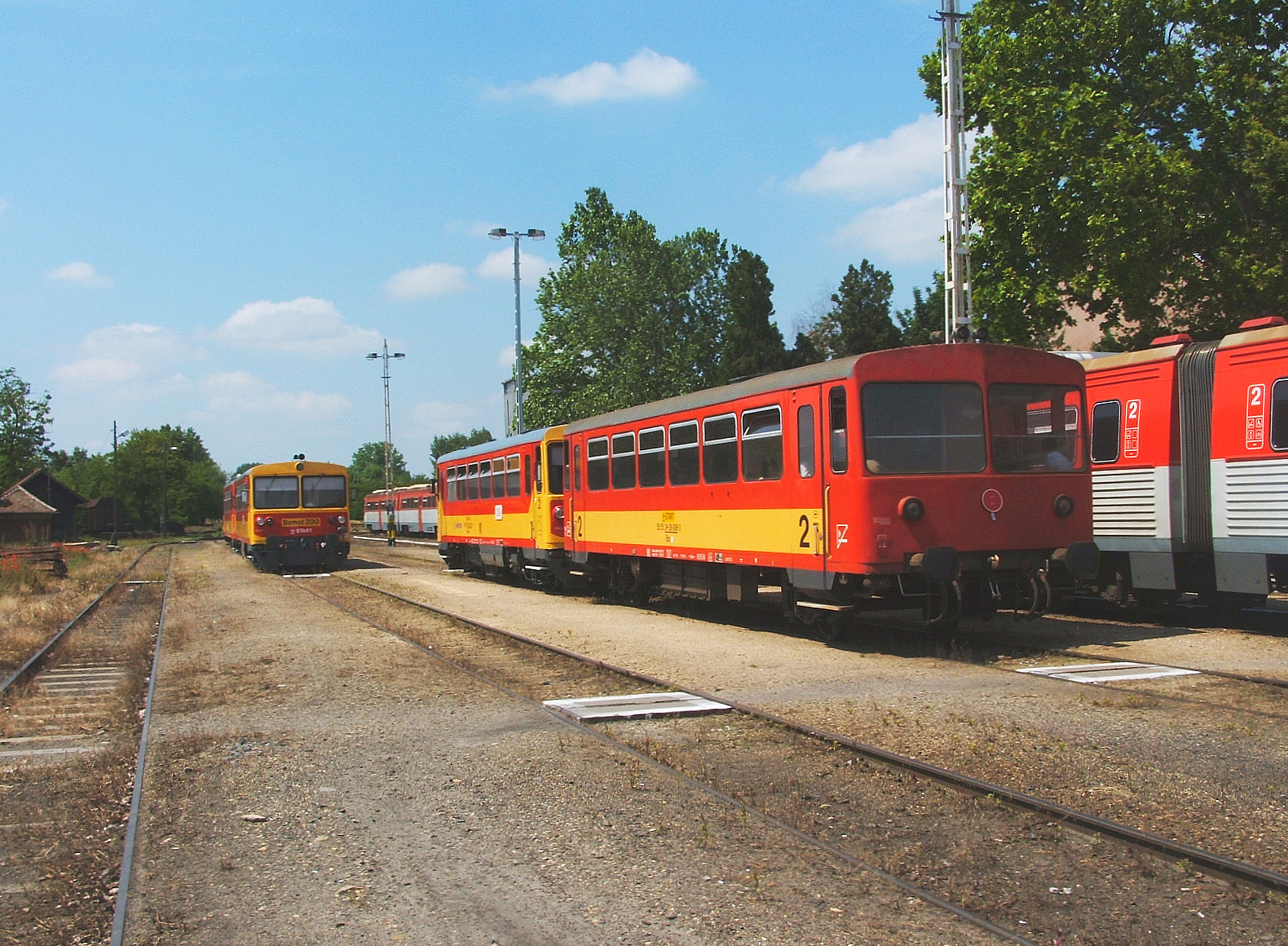
Lakitelek állomáson egyszerre kereszteznek a négy irányból érkező vonatok
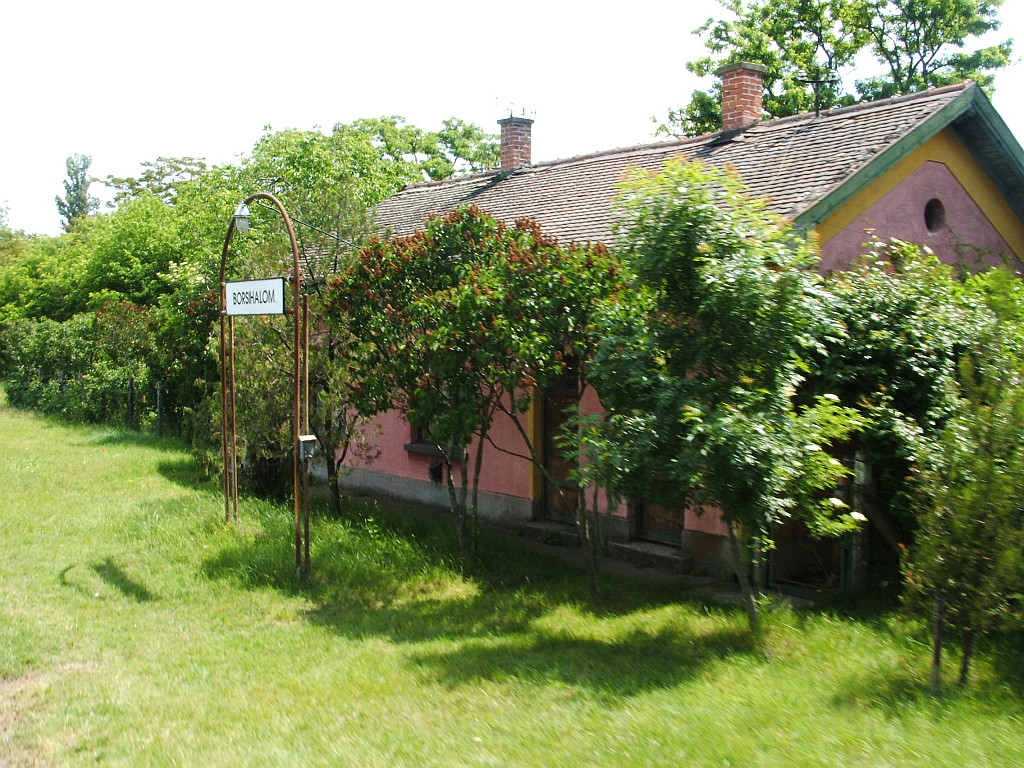
Borsihalom megállóhely
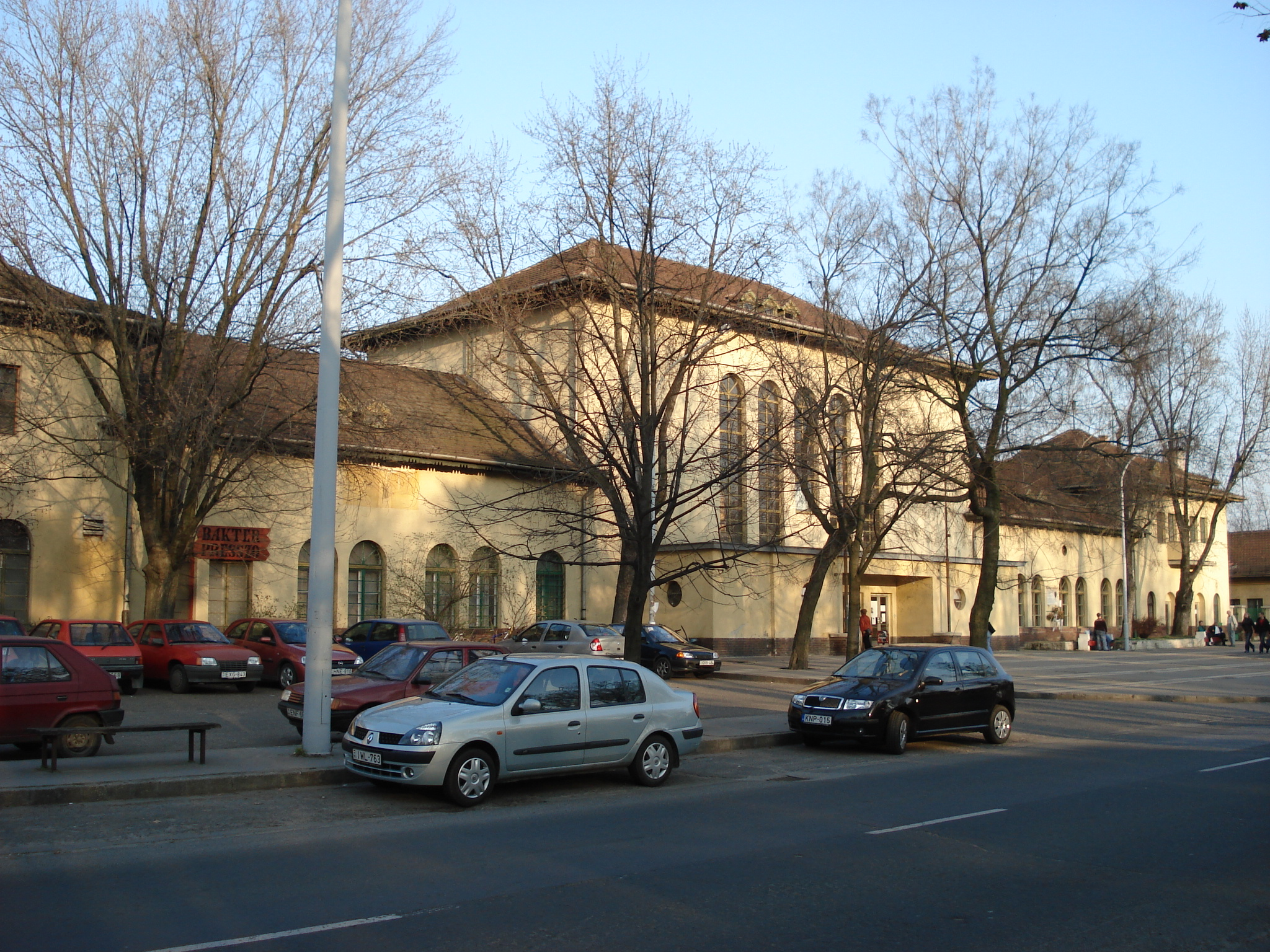
Kecskemét vasútállomás

## Érdekességek
A vasútvonal bejárható virtuálisan a Microsoft Train Simulator játékkal is, ha letöltjük az Alföld nevű magyar kiegészítőt hozzá.

## Járatok
| A *-gal jelölt megállókat nem érinti minden járat. |                      |          | |
| Perc (↓)                                           | Állomás              | Perc (↑) | Átszállási kapcsolatok                                                                                     |
| 0                                                  | Szolnok végállomás   | 67       | S50 , G50 , Z50 , S60 , G60 , Z60 , S820 , IC, EC, EN, személyvonat, sebesvonat, gyorsvonat, expresszvonat |
| 6                                                  | Piroska*             | 61       | |
| 11                                                 | Tószeg               | 56       | |
| 16                                                 | Tiszavárkony*        | 51       | |
| 18                                                 | Tiszajenő-Vezseny    | 49       | |
| 21                                                 | Tiszajenő alsó       | 46       | |
| 25                                                 | Óbög                 | 42       | |
| 28                                                 | Újbög                | 39       | |
| 30                                                 | Tiszakécske          | 37       | |
| 35                                                 | Kerekdomb            | 32       | |
| 40                                                 | Lakitelek            | 27       | személyvonat                                                                                               |
| 41                                                 | Árpádszállás         | 26       | személyvonat                                                                                               |
| 43                                                 | Szikra               | 24       | |
| 46                                                 | Világoshegy          | 21       | |
| 47                                                 | Nyárjas              | 20       | |
| 51                                                 | Nyárlőrinc alsó      | 16       | |
| 53                                                 | Nyárlőrinc           | 14       | |
| 55                                                 | Nyárlőrinci szőlők   | 12       | |
| 57                                                 | Kisfái               | 10       | |
| 59                                                 | Alsóúrrét            | 8        | |
| 67                                                 | Kecskemét végállomás | 0        | S20 , S210 , IC, InterRégió, személyvonat, gyorsvonat, expresszvonat                                       |